# Socket J
LGA771（別名：Socket J）は、インテルが2006年に導入したCPUソケットである。LGA771は、インテル製のデュアルプロセッサに対応したサーバ向けCPUの、Dual-Core Xeon（コードネーム"Dempsey"と"Woodcrest"）とQuad-Coreの"Clovertown"、および新しい世代のCore 2 Extremeプロセッサで使われた。Socket Jは、CPUの裏側の接点に触れるための、771本のピンを持っている。

## 概要
LGA771という名前の通り、771個の接点を持つ、LGA（ランド・グリッド・アレイ）である。別名である"Socket J"の"J"は、このソケットと同時にデビューされることになっていたがキャンセルされた、プロセッサのコードネーム"Jayhawk"に由来する。LGA771はSocket 604の後継を意図しているが、LGA775からデザインの多くを取り入れている。

## 採用製品
CPU
- Intel
  - NetBurst
    - Dempsey

  - Core
    - Woodcrest / Clovertown
    - Wolfdale / Yorkfield / Harpertown

チップセット
- Intel
  - 5000V, 5000Z, 5000P, 5000X, 5100, 5400